# 2010년 10월 수마트라 지진

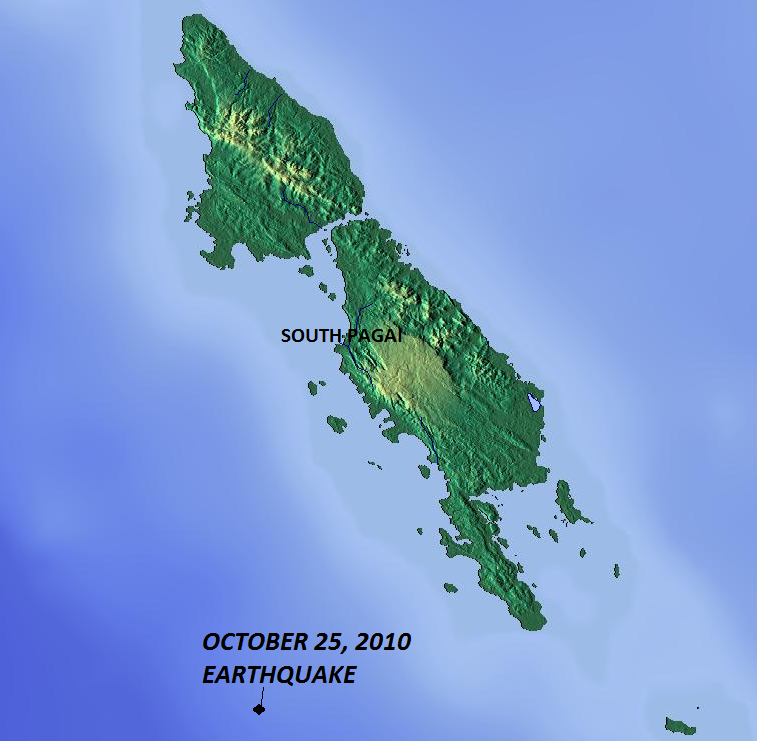
파가이섬과 진원지

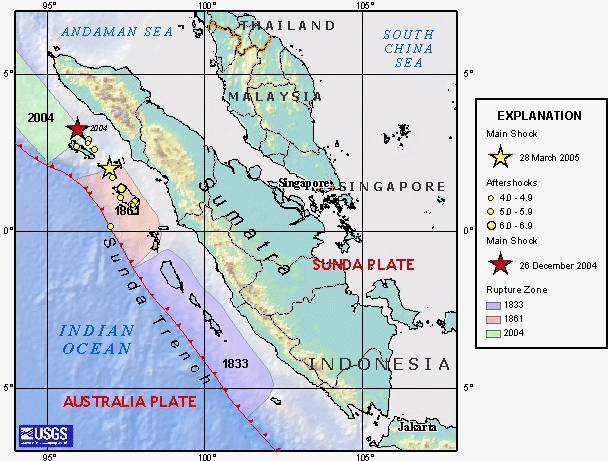
2010년 10월 지진 발생 장소와 가까운 과거 지진 발생 지역을 나타낸 지도

2010년 10월 수마트라 지진은 2010년 10월 25일 현지 시각 21:42에 인도네시아 수마트라섬 서부 해안에서 진도 7.7Mw 규모로 일어났다.
이 지진은 2004년 인도양 지진 해일 때와 같은 단층에서 발생했다. 현재 300 명 이상이 사망하고, 수 백명이 실종되었으며, 2만여 명의 이재민이 발생했다.

## 같이 보기
- 2010년 지진
- 인도네시아의 지진 목록